# Viktor František Dubský z Třebomyslic
Viktor František Adolf hrabě Dubský z Třebomyslic (německy Victor Franz Adolf Graf Dubsky von Třebomislitz) (28. července 1868 Lešná – 13. prosince 1932 Zdislavice) byl moravský šlechtic, velkostatkář a rakousko-uherský diplomat. Ve službách rakousko-uherského ministerstva zahraničí působil na přelomu 19. a 20. století na nižších postech v různých evropských zemích, později žil v soukromí na zámku ve Zdislavicích. 

## Životopis

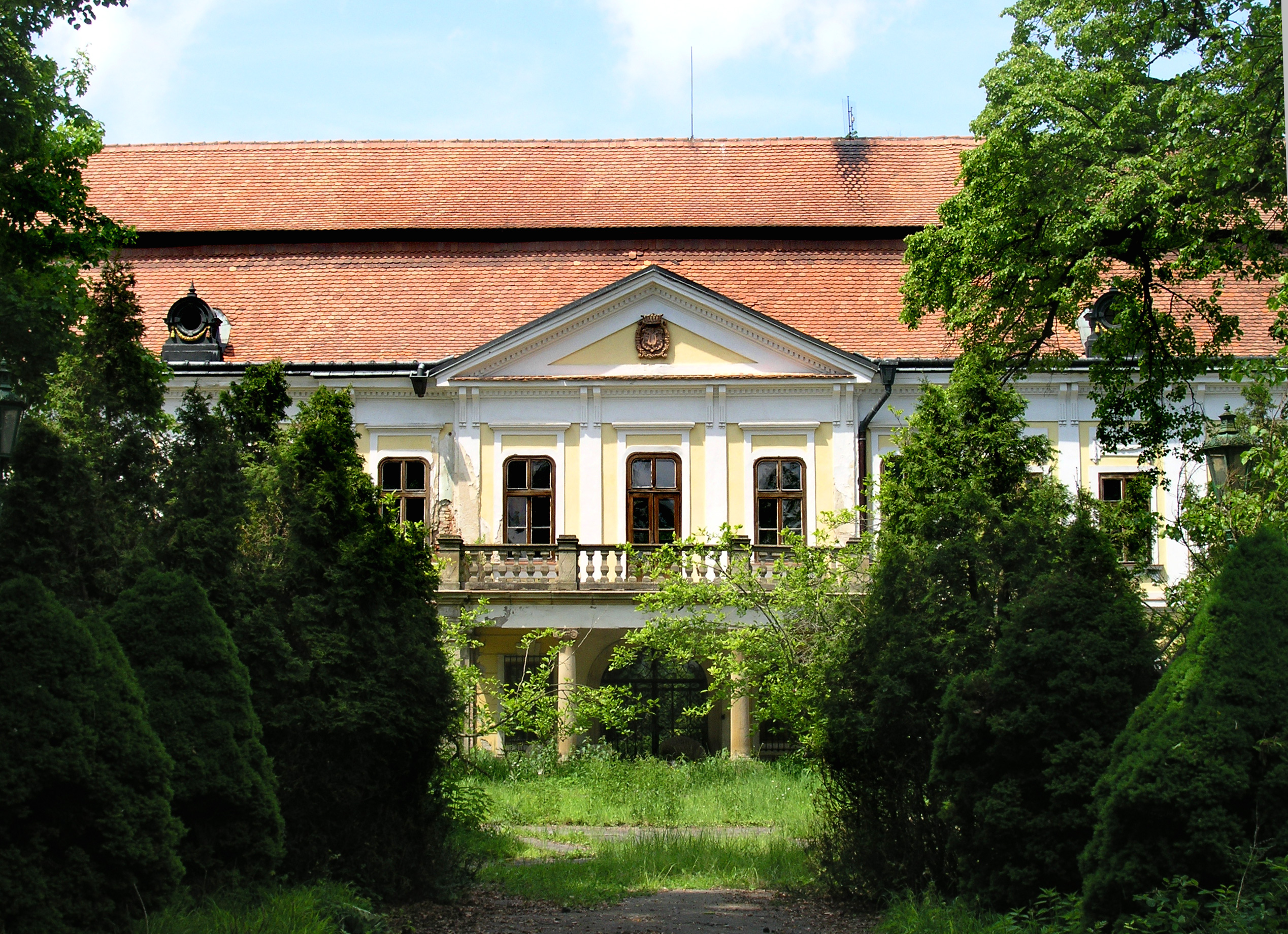
Zámek Zdislavice, sídlo Viktora Dubského 1911–1932

Pocházel ze staré šlechtické rodiny Dubských z Třebomyslic, narodil se jako starší syn politika hraběte Adolfa Dubského (1833–1911), dlouholetého poslance říšské rady a moravského zemského sněmu, matkou byla hraběnka Sophie von Stockau (1834–1877). Viktor se narodil na zámku Lešná u příbuzných hrabat Kinských, kmotrem byl jeho strýc Viktor Dubský z Třebomyslic (1834–1915), dlouholetý rakousko-uherský velvyslanec ve Španělsku. 
Po studiích absolvoval jednoroční službu v armádě a u jednotek c. k. zeměbrany byl povýšen do hodnosti poručíka. V roce 1894 byl jmenován c. k. komořím a po složení diplomatických zkoušek vstoupil do služeb ministerstva zahraničí. Začínal jako atašé v Bukurešti, krátce poté byl přeložen do Mnichova a od roku 1898 byl vyslaneckým tajemníkem v Paříži, na stejné pozici následně působil v Londýně, Berlíně a Kodani. Během působeni v diplomacii získal rytířský kříž španělského Řádu Karla III. a bavorského Řádu sv. Michaela.
V roce 1903 diplomatické služby opustil a poté žil v soukromí na zámku Zdislavice, který později s velkostatkem zdědil po otci (1915). K velkostatku patřilo 509 hektarů půdy, do rozlohy zasáhla později pozemková reforma. Na zámku ve Zdislavicích byla mimo jiné umístěna knihovna Viktorovy tety, rakouské spisovatelky Marie Ebnerové von Eschenbach.
Viktor Dubský zemřel svobodný a bezdětný na zámku ve Zdislavicích v roce 1932. Zámek po jeho smrti koupil ředitel Baťových závodů Josef Hlavnička s manželkou Marií, rozenou Baťovou.
Viktorův mladší bratr František Mořic (1883–1965) působil také v diplomacii a byl majitelem velkostatku Hoštice.